# Buenos Aires–Rosario–Córdoba nagysebességű vasútvonal
A Buenos Aires–Rosario–Córdoba nagysebességű vasútvonal egy tervezett kétvágányú, 25 kV 50 Hz-cel villamosított nagysebességű vasútvonal Argentínában.

## Műszaki leírás
A vasútvonal 320 km/h (200 mph) sebességre lesz alkalmas. Az építkezésnek 2008-ban kellett volna elkezdődni. A munkával kapcsolatban arra számítanak, hogy négy év alatt elkészül. A vasút első üteme 286 kilométer (178 mérföld) hosszú lesz, és összekapcsolja Buenos Airest Rosarióval. A második ütem Rosarióból vezet tovább Córdobaba egy 710 kilométeres (441 mérföld) vonallal.
További tervezett nagysebességű vasútvonalak:
- Buenos Aires - Mar del Plata (400 kilométer, 250 mérföld): A új vonal a márciusi tengerparti strandüdülővárosba és a jelentős Mar del Plata kikötőbe vezet majd. A terveknek az előkészítése zajlik.
- Buenos Aires-Mendoza (1200 kilométer, 750 mérföld): tervezés alatt

## Napjainkban
Több mint egymillió argentin írta alá azt a petíciót, melyben Dél-Amerika első nagysebességű vasútvonal építése ellen tiltakoznak. Az argentin törvény szerint az állampolgárok javasolhatnak törvényt az országgyűlésnek, ha a szavazatra jogosultak 1,5 százaléka aláírja azt. A petíciót szervező kijelentette, az országgyűlésnek meg kell fontolnia, hogy 3,1 milliárd dollárral olcsóbban Argentína teljes meglévő 18 000 km hosszú vonalhálózata felújítható, a tervezett 710 km hosszú Buenos Aires - Rosario – Cordoba nagysebességű vonal megvalósítása helyett.
A kormány azzal érvel az új vonal építése mellett, hogy az önfinanszírozó, mivel a szükséges pénzt francia bankok biztosítják. Egyike a bankoknak 2008 év első felében 2,2 milliárd euró veszteséget szenvedett el. A petíció másik bombája a projekt ellen, hogy a hitel kamatát duplájára emelték a hitelező bankok.
A kormány kijelentette, hogy a teljes 6,7 milliárd dollár adósságot a Paris Club nemzetközi tagjai részére a valuta tartalékaiból kifizeti, amivel lehetővé válik, hogy alacsony kamatozású kölcsönhöz hozzáférjenek, mely a nagysebességű vonal építéséhez, és más fontos infrastruktúra projekt megvalósításához szükséges.
A 2008-ban kirobbant gazdasági világválság miatt a projektet egyelőre bizonytalan ideig elhalasztották.